# Trichodiadema concinnum
Trichodiadema concinnum är en isörtsväxtart som beskrevs av L. Bol. Trichodiadema concinnum ingår i släktet Trichodiadema och familjen isörtsväxter. Inga underarter finns listade i Catalogue of Life.